# ウイリアムズ・ランデル・フェリーの式
ウイリアムズ・ランデル・フェリーの式（Williams–Landel–Ferry Equation）または WLF式 (WLF Equation) とは、時間温度重ね合わせの原理に関連する経験式である。
WLF式は、以下の形で表わされる。
{\displaystyle \log(a_{T})={\frac {-C_{1}(T-T_{\mathrm {r} })}{C_{2}+(T-T_{\mathrm {r} })}}}
ここで、T は温度、Tr はコンプライアンスマスター曲線の構築のために選択される基準温度、C1, C2 は重ね合わせパラメータ aT の値にフィッティングされる経験的定数である。
この方程式は、シフトファクター aT および温度のいくつかの値に対してフィッティング（回帰）して用いられる。このとき、シフトファクター aT は時間もしくは周波数に対して両対数プロットしたクリープコンプライアンスデータの水平シフト log(aT) から、温度 T で実験的に得た値が温度 Tr での値と重なり合うように得る。aT の値から C1, C2 の値を得るには最低で三個所の値が必要となるが、典型的にはより多くの値を使用する。
構築が済めば、WLF式により試験した値以外の温度でも温度シフトファクターを推定することができる。このようにして、マスター曲線は他の温度に適用できる。しかし、ガラス転移温度 (Tg) よりも高い温度でのデータから定数を得た場合、WLF式は Tg よりも上においてのみ成り立つ。定数は正でアレニウス的振る舞いを示す。Tg よりも下の温度領域への外挿は誤差を招く。定数を Tg よりも下のデータから得た場合、C1, C2 の値は負となり、Tg よりも上には適用できずアレニウス的振る舞いも示さない。したがって、Tg よりも上の領域で得た定数は必然的に  Tg 以下で用いられる構造材用途の高分子の振る舞いの予言には役に立たない。
WLF式は、数学的にはボルツマンの重ね合わせの原理の応用である時間温度重ね合わせの原理 (TTSP) からの帰結である。 コンプライアンスマスター曲線を実験が可能な時間領域、もしくは動的機械分析装置などの機器により制限される周波数領域を越えて構築することができるのは、あくまで TTSP のおかげであって WLF式によるものではない。
TTSP マスター曲線の時間領域は広い一方、Struik によればその妥当性の範囲はエージングの影響を受けない時間領域に限られるという。それを越えるとマスター曲線はエージングを受けていない仮説上の材料の振る舞いを表現してしまう。長期間にわたる振る舞いの意味のある予測を得るためには、 Effective Time Theory が必要となる。
Tg よりも上のデータを持っていれば、T>Tg における、実験できた時間領域および周波数領域よりも長いおよび遅い領域についての粘弾性材料の振る舞い（コンプライアンス、動的弾性率ほか）を予言することができる。マスター曲線と、関連するWLF式があれば、機器による限界を越えた時間スケール （典型的には {\displaystyle 10^{-2}} から {\displaystyle 10^{2}} Hz）における高分子の力学的性質を、多周波数解析の結果を外挿することにより予測することができる。

## WLF式による温度が粘性に与える影響の予測
ウィリアムズ・ランデル・フェリーのモデルは、溶融高分子その他のガラス転移点を持つ液体に対して用いられることが多い。
このモデルでは、以下の式が成り立つ。
{\displaystyle \mu (T)\,=\,\mu _{0}10^{\left({\frac {-C_{1}(T-T_{r})}{C_{2}+T-T_{r}}}\right)}}
ここで、T  は温度、 {\displaystyle C_{1}}, {\displaystyle C_{2}}, {\displaystyle T_{r}}, {\displaystyle \mu _{0}} は実験データから回帰によって得られる経験的パラメータである（このうち三つのみが独立である）。
パラメータ {\displaystyle T_{r}} をガラス転移温度に基いて選択すると、パラメータ {\displaystyle C_{1}}, {\displaystyle C_{2}} は広汎な種類の高分子に対してよく似た値となる。典型的には、{\displaystyle T_{r}} をガラス転移温度  {\displaystyle T_{g}} と一致するように定めれば、次の値を得る。
{\displaystyle C_{1}\approx 17.44}
{\displaystyle C_{2}\approx 51.6} K
ファン・クレベレンは次のような値を推奨している。
{\displaystyle T_{r}\,=\,T_{g}+43} K
{\displaystyle C_{1}\approx 8.86}
{\displaystyle C_{2}\approx }101.6 K
このような「普遍パラメータ」により高分子の粘性の温度依存性を単一の温度での粘性から知ることができる。
実際には「普遍パラメータ」は普遍的なものではなく、パラメータを興味のある温度領域における実験データからフィッティングにより求めるほうがよい。

## 関連文献
- ウィリアムズ・ランデル・フェリーのモデル（英語版）
- 時間温度重ね合わせの原理（英語版）
- 粘弾性